# Menyhay Imre pszichoanalitikus gazdaságpszichológiája
Menyhay Imre pszichoanalitikus gazdaságpszichológiájának célja a gazdaságpszichológia és a gazdaságszociológia interdiszciplináris szemléletének revíziója, amelyben a nevelés – a szocializáció – az etikai emberré válás játszik kulcsszerepet. A pszichoanalitikus gazdaságpszichológia a psziché és a gazdálkodás összefüggésein keresztül vizsgálja az emberi biológiai organizáció etikai emberré válásának mértékét és további fejlődési lehetőségeit, amelynek fókuszában a személyiség erkölcsi emelkedettsége áll.
A pszichoanalitikus gazdaságpszichológia arra a kérdésre igyekszik választ adni, hogy a gazdaság hogyan befolyásolja a személyiséget, és gazdaság által befolyásolt személyiség hogyan hat vissza a gazdaságra. Ennek a szemléletnek az elsődleges célja nem a direkte profitmaximalizálás lehetőségének keresése a psziché sajátosságainak ismeretében, – nem az emberrel való manipuláció – hanem a személyiségképzés, amely indirekt módon, a személyiség minőségén keresztül hat a gazdálkodás eredményességére. A személyiség minőségét viszont a gazdálkodás alapelvei – a kultúra és ezen belül a gazdálkodásetika – valamint a gazdálkodásban átélt praxis – a társadalmi és gazdasági rendtől függő vezetési és nevelési stílus – lényegesen befolyásolják.

## Menyhay Imre kutatási motivációi
Menyhay Imre pszichoanalitikus gazdaságpszichológia kutatásainak motivációit a következő pontokban lehet összegezni: 1) George Katona és Pierre Louis Reynaud hangsúlyozták a teóriaképzés fontosságát. 2) Különösen Reynaud kritizálta a gazdaságpszichológia áruház-karakterét, értve alatta a gazdaságpszichológia témákra szakadását. 3) Az empirikus (a megfigyeléseken és statisztikai módszereken alapuló) gazdaságpszichológia és a laboratóriumi ún. kísérleti pszichológia, bár értékes eredményeket képes felmutatni a pillanatnyi profitszerzési lehetőségek állapotáról, de ezek a felmérések egy egységes gazdaságpszichológiai teóriaképzés szempontjából jelentéktelenek.

## Az empirikus és laboratóriumi kísérleti pszichológia helyértéke és a teóriaképzés

### A struktúra, a szisztéma és a társadalmi és gazdasági cél-összeférhetőség
Szerinte empirikus tapasztalatok és megfigyelések eredményei azért nem alkalmasak egy egységes gazdaságpszichológiai teória képzésére, mert ezek nem képeznek egy összefogó struktúrát, nem egy átlátható szisztéma részei és nem összegezhetők. Például a piackutatás eredményeit nem lehet általánosítani. A piaci kereslet egy bizonyos áru iránt a helytől, az időtől, a helybéli lakosság anyagi helyzetétől és egyéb körülményektől függ, ezért a kutatások egymástól erősen eltérő eredményekhez is vezethetnek, nem összegezhetők és nem általánosíthatók, a teóriaképzés szempontjából jelentéktelenek. Ez nem azt jelenti, hogy ezek a kutatások értéktelenek lennének, és hogy nincs szükség rájuk. Ellenkezőleg! Nézzük meg ezt közelebbről.
Behatárolt érvényességű piaci tájékozódás fontos szerepet játszik a gazdaság tervezhetősége és a lehetséges profit mértékének felmérése szempontjából, de se a teóriaképzéshez, se a gazdálkodás minőségének emeléséhez – a gazdálkodók személyiségének és etikai beállítódásának változásosához – aligha járul hozzá, mert nem ez célja. Ezzel szemben a pszichoanalitikus gazdaságpszichológia a gazdálkodás eredményességét elsősorban nem közvetlenül a profitszerzésen keresztül kívánja szolgálni, hanem a személyiség fejlesztésén keresztül, amely egy nemesebb gazdálkodásetikával serkenti a gazdasági folyamatokat, úgy, hogy a társadalmi és gazdasági cél-összeférhetőség drasztikusan nem sérüljön és közben a gazdaságpszichológia teóriájának a körvonali kirajzolódhassanak. Talcott Parsons a társadalmi és gazdasági cél-összeférhetőség fontosságát a következőképen fejezi ki: „Ha egy normatív (társadalmi, gazdasági) szisztéma konzisztens akar lenni, akkor azon felül, hogy tagjai bár meglehetősen tág határokon belül különböző célokat tűznek ki maguk elé, ezeknek a céloknak a megvalósítása során nem léphetnek fel olyan viselkedési minták, amelyek egymás létjogosultságát kizárják. Egy normaszisztéma, amely egy interakció stabilitását hathatósan kívánja szolgálni, kénytelen a szisztémán belül egymásra ható szisztémaelemek által követendő célokat is meghatározni, legalábbis annyiban, hogy a célok összeegyeztethetősége ne legyen kizárt.” A társadalmi és gazdasági cél-összeférhetőség szabálya arra enged következtetni, hogy a korlátlan kapitalizmus, az egyéni érdekektől vezérelt piaci mechanizmusok állítólag önszabályzó ereje nem képes a társadalmi és gazdasági cél-összeférhetőséget állami korlátozás nélkül biztosítani.
Szerinte egy egységes teóriaképzéshez – akármilyen tudományágban – a vizsgálandó diszciplína struktúrájának (szerkezetének) és szisztémájának (működésének stabilitása) szükséges. A gazdaságnak van struktúrája: a gazdálkodó szektorok, a vállalatok, a vállalatok szervezeti felépítése nem kerülhető meg. A szisztéma körvonalai is felismerhetők: a gazdálkodás nem átmeneti jelenség. Amióta az ember megjelent a földön, azóta gazdálkodik. A gazdálkodás szisztémájának alapelvei is megfoghatók: a gazdasági racionalizmus, a gazdasági maximalizáció és ezzel szorosan egybefonódva az egyéni érdek szolgálata, a profitra törekvés és a birtoklási vágy. Ezek hátterében húzódik meg a szükséglet-kielégítési szándék. Freud munkássága alapján, tudjuk, hogy a pszichének is van struktúrája: 1) a hajtóerők, a kozmológiai állandó megnyilvánulása az élőlényekben az életre törés és életfenntartás érdekében, amit Freud – mivel mibenlétét nem tudta meghatározni – Es-nek, magyarul Ez-nek vagy Az-nak nevezett. Kosztolányi Dezső a harmincas években fordította magyarra Freud 1923-ban megjelent munkáját Das Ich und das Es' címmel és az Es-t „ősvalami”-nek fordította (Az Én és az Ősvalami) 2) Az Es-ből fejlődött ki az Én (Ego), amelynek az Es-ből való kiválását a környezet veszélyei és kihívásai provokáltak ki. 3) A Felettes Én (a Super-ego) az Én nem tudatos része, amelyben a kondicionált szociokulturális értékek a megengedett és tiltott viselkedések szigorú jelzőiként funkcionálnak, olyannyira, hogy a homo sapienssel veleszületett humánumot is képes háttérbe szorítani.
A pszichének van szisztémája is. Az Én kifejlődése az Es-ből minden embernél ugyanazon törvényszerűség alapján megy végbe. Az individuális (ontogenetikus) Én-fejlődést az evolúciós (filogenetikus) fejlődés előzi meg, amely az Én-kiteljesedéséhez szükséges agystruktúrákat létre hozta. Minden ember Én-erejét – karakterének legfontosabb ismertetőjegyét – a genetikus hajlamok mellett a vezetési és nevelési stílusok határozzák meg. Az ember szociális lény, pszichéje a differenciálódásra és integrációra van utalva. Minden embert ugyanazon hajtóerők mozgatnak. Freud a szexualitást, az éhséget tartotta a legfontosabbaknak, amelyet a halál – az elmúlás felé sodródás ereje – egészít ki és tart egyensúlyban. A szexualitás gondoskodik a faj, az éhség pedig az egyed fenntartásáról, és mind kettőben az agresszió – a rámenősség – a birtoklás, illetve a bekebelezés a cél. Mindkettőben az egoizmus, egy-egy elemi erővel ható szükséglet örömteli kielégítése fedezhető fel. A halál – az elmúlás – az evolúció motorja, amelyben a három alapvető általánosítható hajtóerő játszik szerepet: Az elmúlás is agresszív, nem kérdez, hogy akarod-e vagy sem. Leigáz, totálisan birtokába ejt, hogy helyet teremtsen egy újabb létezési kísérletnek, amely a már az elért evolúciós szint génstruktúrájára épül fel abban a reményben, hogy a rá következő génstruktúra egy fejlettebb élőlény felépítésére képes, amely közelebb áll a tökéletességhez, mint az előző. Ilyen értelemben beszélünk a gének egoizmusáról. A freudi hajtóerők mögött meghúzódó agresszió, egoizmus és a birtoklás komplexumát aeb-komplexumnak nevezi.

### Kísérleti és empirikus gazdaságpszichológia jelentősége
Garai László fogalmazása szerint a gazdaságpszichológia „pszichikus jelenségeknek a tudománya, amelyek nem egyszerűen kísérnek gazdasági folyamatokat, hanem – rontó vagy javító – hatótényezőként részt is vesznek bennük. A gazdaság történéseinek felismerése vagy fel nem ismerése, derűlátó vagy borúlátó értelmezése, bizalom kölcsönzése vagy megvonása, pszichológiai teljesítmény, amelyből olyan gazdasági magatartás fakadhat, mely viszont már a reálgazdaságnak lehet kárára vagy hasznára.” Az érzelmek oldaláról megközelítve a gazdaságpszichológiát az érdekli, hogy az érzelmek hogyan befolyásolják a gazdaságot és a gazdaság hogyan az érzelmeket. Itt olyan pszichikus folyamatokról és állapotokról van szó, mint elismerés, szimpátia, antipátia, szociális vonzalom, szeretet, szerelem, harag, bosszú, öröm és bánat, stb., amelyek nem mérhető irracionális jelenségek. Érzelmekkel nem lehet úgy gazdálkodni, mint a vállalati álló vagy forgó eszközökkel, de jelenlétüket az érzelmek következményei jelzik.
Az érzelmek begyűrűzése – felerősödése – képes egy vállalat vagy egy népgazdaság tevékenységét megbénítani, de képes teljesítménynövelésre is. Az érzelmek hatását a gazdasági folyamatokra mi sem jellemzi jobban, mint az, hogy válságok idején a recesszió legsúlyosabb szakaszát pszichikus mélypontnak nevezzük. Az empirikus és kísérleti gazdaságpszichológia problémája a teóriaképzéssel kapcsolatban az, hogy ezeket a pszichológiai irányzatokat nem az érzelmek és a gazdálkodás kölcsönhatásai érdeklik.
Induljunk ki abból, hogy kísérleti pszichológiának (és szociológiának is) két fajtáját ismerjük. Az egyik a viselkedés megfigyelése előre megtervezett körülmények között, a másik pedig a laboratóriumi kísérletezés. A laboratóriumokban technikai berendezésekkel „csupán” ingerek által kiváltott idegreakciókat lehet mérni, de a pszichikus állapotokat és folyamatokat már nem. Ebből a szempontból a laboratóriumi kísérletezés – úgy, mint ahogy ezt Münsterberg alkalmazta – nem nevezhető pszichológiának, mert ezekben az esetekben technikai berendezésekkel ingerekre való reakciókat mérik. A kutatásnak ezt a fajtáját fiziológiának nevezzük. Ez nem jelenti azt, hogy a gazdaságpszichológia vagy éppen a pszichoanalitikus gazdaságpszichológia nem használja a fiziológia eredményeit gazdaságpszichológiai jelenségek alátámasztására vagy cáfolására. A gazdaságpszichológia egy interdiszciplináris tudomány, amelyben a fiziológián kívül minden más olyan tudományos diszciplínának helye van, amely a gazdaságpszichológia megbízhatóságát növelni képes. A pszichoanalitikus gazdaságpszichológia értékeli és erősen fel is használja a kísérleti és empirikus kutatások eredményeit, de tartózkodik attól, hogy ezeket pszichológiának nevezze, mert nem az.
A pszichoanalitikus gazdaságpszichológiának egynéhány sarkalatos pontja el sem képzelhető a jelzett két fajta kísérleti pszichológia egyes eredményei nélkül. Például a konszenzus buktatójának felismerését is empirikus kutatásnak köszönhetjük, azt, hogy a spontán konszenzuskészség akkor is egyöntetű véleményekhez vezet, ha annak semmi alapja nincs. Ennek a kísérleti pszichológiai eredménynek óriási hordereje van, mert bizonyítható, hogy a szociokulturális értéktételezések az igazságot – a valóságot – nem feltétlen tükrözik vissza. Korántsem biztos, hogy a többségnek igaza van. A konszenzus, a demokrácia alapja, a többségi véleményegyezőség megteremtésének módszerére vonatkozik, nem a konszenzus tartalmára.
Robert Bales (Robert Hinrichs Bates) empirikus kutatása nélkül ma nem ismernénk azt a csoportdinamikai törvényszerűséget, hogy konfliktusokat csak a mártírszerep vállalásán keresztül lehet tartósan megoldani. Az első engedékeny, barátságos megnyilvánulást a konfliktuspartnerek nem akceptálják. Erre csak akkor kerülhet sor, ha az engedékeny fél mártírszerepet vállal és barátságos megnyilvánulásait a visszautasítások ellenére is fenntartja. Ezt a felismerést a vállalati és nemzetközi konfliktusok kezelésében lehetne a leggyümölcsöztetőbben alkalmazni.
Továbbá a pszichoanalitikus gazdaságpszichológia el sem képzelhető a kondicionálás jelentősége nélkül. A kondicionálás tudományos megalapozottsága pedig laboratóriumi körülmények között jött létre, mint a fiziológia egyik kimagasló teljesítménye, amely Ivan Pavlov orosz fiziológus nevéhez fűződik.

## A pszichoanalízis és a gazdaság

### A metapszichológia
„A történelem mutatja, hogy az ember a középút követésével bajban van. Amikor az ember a felvilágosodás szellemében elkezdte a személyiségét béklyóba verő tekintély (≈ autoritás) megkérdőjelezését, nagy lépést tett az istenség-emberség dualizmusának önmagában való felfedezése és megélése irányába. Ez volt az oka annak, hogy Freud a vallások – kizárólag az autoritásra támaszkodó intézmények egyike – ellen fordult. Freudról szerzett ismereteink alapján mondhatjuk, hogy Freud vallásellenességével nem az Isten létét vonta kétségbe, nem az abszolútum tagadása volt a célja, mert hiszen Freud a hajtóerőkről – az Es-ről (magyarul Ez-ről, Az-ról) – alkotott nézetei tökéletesen fedik az abszolútum ismertetőjegyeit. Ezt onnan tudhatjuk, hogy az abszolútum a relativitás ellenpárosa. A relativitás ismertetőjegyeit pedig ismerjük, mert hiszen benne élünk. A relativitás ismertetőjegyeinek az ellentétei az abszolútum ismertetőjegyei. S mi több: Freud a pszichoanalízist metapszichológiának nevezte. Ezek alapján messze jutunk egy hétköznapi értelemben vett ateizmustól. Mégis, a Freudról alkotott portré Freudot ateistának – istentagadónak – állítja be, amin abból a szempontból azért nem lehet csodálkozni, mert az ő maga által vallott vallásellenességet könnyen ateizmussal lehet asszociálni. Ennek korrigálása tanulmányom egyik feladata.” Ezekkel a sorokkal vezeti be Menyhay Imre Freudról alkotott téves beállítódás korrekcióját az Autoritásvákuum, pénzügyi válság és a dzsungel törvényei című könyvének második részében.
A Freuddal kapcsolatos téves nézeteteket világosan cáfolja az a tény, hogy a metapszichológiát metafizikai képzetek újraalkotásának tudományos kísérleteként értékeli, és ezzel a vallások szerepét tudományos igénnyel felértékeli. Freudnak nyilván nem az abszolútummal, nem az ősenergia teremtő képességével volt baja, hanem a vallások népiesítésével. Freudot a vallások lényegének primitív leegyszerűsítése és ennek folytán a vallások által közvetített neurotizáló naiv hitek zavarták. Ludwig Binswangernek írt leveléből ez egyértelműen kitűnik: „Én a pszichológia struktúráiban mindig a földszinten és annak alagsorában tartózkodtam.” Majd hozzá teszi: „a vallás berkeit a tudományos munkásságom alagsorában akkor találtam meg, amikor a neurózis kategóriájára bukkantam”. Freud a neurotizáló népiesített hitek helyett az abszolútummal való kapcsolatfelvételt helyezi előnybe, mert az ősenergia megtestesülésének legmagasabb szervezeti foka az agy, az istenség-emberség közös anyagi nevezője, amelyben az interperszonális intuitív kommunikáció végbe mehet. „A mitológiai világkép jelentős része, amely még a legmodernebb világvallásokban is otthonos – szögezi le Freud – nem egyéb, mint a külvilágba kivetített pszichológia. A lelki élet és a tudattalan kapcsolatainak homályos ismerete (az úgynevezett endopszichikus érzékelés) egy érzékfeletti valóság megalkotásában tükröződik, és a tudomány feladata, hogy ezt az érzékfeletti valóságot a tudattalan pszichológiájává fejlessze. Bátorság kell ahhoz, hogy a metafizikát metapszichológiává formáljuk.”
Világos, hogy a tudattalan pszichológiája nem az ember pszichológiája. A tudattalan pszichológiája a tudattalannak vélt és az útkeresést illetően tudattalannak mutatkozó ősenergia pszichológiája, amely a formákban tudatra tör, és amelynek lényegére, embert teremtő tendenciáira az ember ráérez (vagy nem), amit az ember endopszichikus késztetés alapján sejt, és ami egyben az intuíció és inspiráció, valamint a vallási kinyilatkoztatások forrását képezi. Nyilván a freudi őselfojtás és Jung archetípusa is ezekből az endopszichikus sejtelmekből születtek, amelyek ugyancsak endopszichikus eredetű társadalmi lelkiismerettel összefonódva az abszolút erkölcs alapjai. Az abszolút erkölcs öröklött tényező, amelynek egyetlen oka az, hogy az állatból homo sapiens lett, aki az animális hajtóerők mellett szeretni, sírni, félteni és védelmezni is tud. Azokról az erkölcsi értékekről van itt szó, amelyek átlagosan egészséges emberekben a „tudattalan” alapelveinek sejtése alapján – azonos elvek alapján – fajra és társadalomra való tekintet nélkül öltenek formát. Az a bizonyos tudattalannak tartott ősvalami elve, fejlődési célirányossága jut itt univerzálisan, az emberiséget átfogó módon kifejezésre, amit Jung kollektív tudattalanak és megmagyarázhatatlan lelkinek – pszichoidnak – nevezett, és amit Frankl „Unbewußter Gott” elnevezéssel aposztrofált. Itt nemcsak arról az Istenről van szó, ami/aki a nemtudatos szintjén munkálkodik, hanem arról a relativitás racionalitása szemszögéből nézve még tudattalan ősenergiáról, amelynek megvan a maga sajátos pszichológiája, elve, célirányossága, rendszere, modellje és az emberi pszichére szabott sajátos hatásmechanizmusa. Az itt körvonalazott tényezők a metapszichológia gyökerei azokkal a pszichikus folyamatokkal egyetemben, amelyekkel az ősenergia lényegéhez közelebb lehet kerülni. Ilyenek pl. Frankl metapszichológiájában a transzcendencia (a humor) és a distancia (az értelem keresése) és azok a pszichikus folyamatok, amelyekkel az abszolút ősenergia a tudatára döbbent és önmaga formáját önmagához való hűségre, általánosan a magasabbrendűség felé, speciálisan az erkölcsi emberré válás felé való törekvésre – az akaratosság büntetésével – serkenti. Az utóbbi a szándékolt eredményesség megfordításnak pszichikus alaptörvénye, amelyet ugyancsak a tökéletesedés szolgálatában a pozitívönkép-szükséglet egészít ki. A pozitívönkép-szükséglet nyilván a „tudattalan” magasabbrendűség felé való törekvésének tükröződése az emberben.
A felsorolt tényezők nyilván nem az emberi logikának megfelelő pszichológia és nem az emberi alkotótevékenység eredményei, hanem az abszolút és irracionális tudattalan pszichológiájának tükröződései a már tudatára döbbent forma nemtudatos szintjén, ami tudatosításra és megfogalmazásra vár. Ez a metapszichológia, a tudattalan pszichológiájanak lényege. Ennek kibogozására vállalkozik Freud. Célja, hogy absztrakcióval be tudja mutatni, hogyan lett abból a relativitás racionalitása szempontjából kaotikusnak és tudattalannak tűnő energiakötegből, amit Es-nek nevez, tudatára döbbent forma – Én. Fontos ismételten rámutatni arra, hogy a metapszichológiában szóban forgó tudattalannak megvan a sajátos pszichológiája, elve, célirányossága, rendszere, modellje és az emberi pszichére szabott sajátos hatásmechanizmusa, ami az emberi biológiai organizáció biológiai-pszichológiai minőségéből belülről fakad, azaz amit a transzcendentális hajtóerőből kifejlődött biológiai-pszichológiai hajtóerők ébresztenek (=endopszichikus érzékelés). Abból, hogy a „tudattalannak” sajátos pszichológiája, elve, célirányossága, rendszere, modellje és az emberi pszichére szabott sajátos hatásmechanizmusa van, következik, hogy a tudattalan csak a relativitás racionalitása szemszögéből nézve még tudattalan, hiszen a tudattalannak tekintett eredet lehetőségeiben rejlő felsorolt minőségek már ott – a tudattalanban – az értelem jelenlétére utalnak. Ez az eredeti értelem származékosan az elemek periodikus felépítésének logikájában, az állatok életet szolgáló ösztönös-értelmes viselkedésében – ami nyilván nem az állatok teljesítménye – és végül az emberi tudatban tükröződik. Az alma nem esik messze a fájától.

### A horizontális és a vertikális lét
C.G. Jung az embert a két dimenzió középpontjában képzeli el, akit egy horizontális/ racionális – és egy vertikális/irracionális – transzcendentális – dimenzió övez.
A horizontális/racionális és vertikális/irracionális dimenzió közti különbség C. G. Jung anagogikus pszichológiájának esszenciája, amire Frankl is épít. Mindkét tudósnak az a véleménye, hogy a tudomány az embert csupán horizontális/racionális szempontból képes – és főleg hajlandó – tanulmányozni; az ember egészét, a humánum lényegét teljes mértékben – a vertikális/irracionális dimenzió figyelembe vételével – egyetlen tudományos diszciplína sem ragadja meg. A tudomány részleteket hasít ki az oszthatatlan emberből, és ezzel beszűkíti – torzítja – az emberképet. Frankl ezt a diszciplínacentrikus látásmódot redukcionalizmusnak nevezi.
Az analitikus gazdaságpszichológia szerint a horizontális dimenzió arra ad feleletet, hogy az ember miért olyan, amilyen, és miért úgy gazdálkodik, ahogyan gazdálkodik; a vertikális azt, hogy biológiai-evolúciós érettsége még mire tenné képessé azon kívül, amilyen, és ahogyan gazdálkodik. Ez egyben azt is jelenti, hogy kizárólag a gazdasági racionalizmusra és gazdasági maximalizációra – a pénzre, a profitra és a gazdasági növekedésre – épülő gazdálkodás- és vállalkozásetikának létjogosultsága egy emberközpontú társadalomban tarthatatlan.
Pawlow reflexológiája, Watson behaviourizmusa, Adler Alfred individuális pszichológiája és a többi pszichológiai irányzat – kivéve C.G. Jung anagogikus komplex pszichológiáját – horizontális szinten, a redukcionalizmus szintjén találhatók, a humánum komplexuma alatti szinten. Freud esete ellentmondásos és tragikus. Tragikus, ha valaki egyrészt úgy gondolja – mivel pszichikus megbetegedésekkel foglalkozik – hogy ezért a pszichológia alagsorában jár és ennek ellenére metapszichológiai szemléletre törekszik és képes és hajlandó is az Es – az ősenergia – lényegét megfogalmazni, másrészt messze túllépi a horizontális dimenziót és mélyen behatol a vertikális dimenzió berkeibe. Az Es fogalmában Freud az Abszolútum minden vélhető ismertetőjegyét felsorolja. Azt írja, hogy az Es egy titokzatos, az ember számára még logikailag is hozzáférhetetlen „primitív és irracionális karakterű” őserő. „Az Es egy gerjedelemtől zubogó katlan. Úgy képzeljük, hogy a szomatikussal szemben nyitott” (azaz a testet érő ingerekre érzékeny és a testre hat, a folytatás pedig a gazdasági vonatkozást emeli ki). Az Es „felveszi az ősi hajtóerők ébresztette szükségleteket, amelyek benne (az Es-ben) pszichikusan jutnak kifejezésre... Az Es az ősi hajtóerők energiájával töltődik, de nincs organizációja, akaratképzésre képtelen” (persze, mert a megszállottság, azaz az energiasűrűsödés/konzentráció/képzelet – az individuális Én – még hiányzik)… „csak az a célja, hogy az ősi hajtóerők ébresztette szükségleteket az örömszerzés elve alapján kielégítéshez juttassa. Az Es-ben végbemenő folyamatokban a logikus gondolkodásnak nincs helye, mindenekelőtt az ellentmondás ismeretlen. Ellentmondásos mozzanatok egymás mellett léteznek anélkül, hogy ezek egymást semlegesítenék, vagy egymástól eltávolodnának. Az Es-ben nincs semmi olyan elem, ami a tagadással egyenértékű lenne ... és semmi olyan, ami az idővel kapcsolatos képzetnek megfelelne, nincs benne hajlandóság, hogy az idő múlását felismerje, és ami igen különös, ... a pszichikus folyamatok az idő függvényében nem változnak. Kívánságok, amelyek az Es-t soha el nem hagyták, benyomások, amelyek elfojtáson keresztül az Es-be merültek, virtuálisan halhatatlanok.” Ezek után joggal csodálkozik az ember, hogy a vallást differenciálás nélkül, értve alatta a népiesített vallást neurotikus mankónak tekinti: „A vallás – írja Freud – egy kísérlet, hogy azt az érzékeinkkel tapasztalható reális világot, amelybe belekényszerültünk, azoknak a kívánságoknak elképzelésével gyűrjük le, amelyeket biológiai és pszichológiai szükségleteinknek megfelelően fejlesztettünk ki magunkban.” Vagy egy másik helyen: A vallás nem egyéb, mint „a neurózis ellenszere”, amely egy „tömegőrület érvényesülésén keresztül segít az individuális neurózist elkerülni”. Ez a népiesített vallás visszaütője, amely nem az abszolútum létezése ellen szól. Kétségtelen, hogy Freud szkepszise a népiesített vallásokkal szemben indokolt. Tény, hogy a vallások irracionális élményeknek kedveznek, és ezek egy gyenge ént könnyen szétvethetnek, az ember visszaesik abba az ősi nemtudatos állapotba, ami az Es-re – hasonlattal élve, egy növény, vagy egy növényi mag önérzékelési szintjére – lehet – jellemző. Az Es elnyeli azt a pszichikus koncentrációs képességet, ami az ént jellemzi, és ami az Es-ből alakult ki. Ennek következménye a pszichózis. Hermann Lenz a következőket írja: „Irracionális erők érintése válságot jelent, ami a szellemi egészség szempontjából nem veszélytelen.” Giel és munkatársai Etiópiában tapasztalták, „hogy a súlyos pszichotikus megbetegedések aránya az összes pszichotikus megbetegedéseken belül vallásos kollektívákban 50%-os volt, nem vallásos közösségekben csak 16%-os”.
Tény, hogy irracionális élmények egy erős ént erősítenek, egy gyengét szétvetnek. Erre utal a Lenzidézetek utolsó mondata. Lao-Ce is emlékeztetett ilyen állapotokra, nyilván anélkül, hogy a szimptómák súlyosságát felismerte volna. Akik kivonták magukat az emberi tudás alól – írja –, a következőképpen mutatkoztak: „Összehúzták magukat, mint azok, akik télen kelnek át a patakon; tétovázónak látszottak, mint azok, akik körülöttük minden(ki)től félnek, ünnepélyesek voltak, mint egy (házigazdát tisztelő) vendég; tünékenyek, mint az olvadó jég; igénytelenül egyszerűek, mint egy megmunkálatlan farönk; megüresedtek, mint egy völgy, és – mint az iszapos víz – homályosak.”  A korlátlannak nevezett kapitalizmusban a tőkés énjét éppen a korlátlanság szórja szét és teszi a profitszerzés érdekében szertelenné és erőszakossá. A munkavállaló énjét a kiszolgáltatottság, a hátrányos helyzetűek megaláztatása és a munkanélküliség réme gyengíti. Az úgynevezett szocializmusban az Ént a „meghurcolástól” való félelem – még a vezetők körében is – és az állami gyámkodás lehetetleníti el.

### A szándékolt eredményesség megfordításának irracionális pszichikus alaptörvénye
A szándékolt eredményesség megfordítása törvény gyökereiben mutatja, hogy két létezési szinttel kell számolnunk, ha a teljes valóságot akarjuk megragadni és nem csak azt, amit látunk, amit megfoghatunk, és amit mérhetünk.
Menyhay Imre a szándékolt eredményesség megfordításának alaptörvényét a következőképpen elemzi.
A szándékolt eredményesség megfordítása szerint mindazok a folyamatok, állapotok, amelyeket a természet automatikus, motorikus vagy vegetatív mechanizmusok alá rendelt, feltétlen engedelmességet követelnek. Ha az ember ezeket az automatikus állapotokat és folyamatokat befolyásolni igyekszik, az ellenkezőjét éri el, mint amit szándékozik. Aki szívdobogását figyeli és szabályozni kívánja azt, súlyos szívritmuszavarokkal fizet; aki szexualitását nem ingerrel, hanem tudatosan akarja ébreszteni, impotenciával lakol; aki szeretetet követel, az gyűlöletet arat; aki tudatosan akar egy hangszeren játszani, az eredménytelenségre van utalva. Mondhatjuk, hogy az ezekkel a jelenségekkel szembeni érzéketlenség nemcsak az ember irracionális oldalának a csúcsa, hanem annak az intellektuális slamposságnak és tájékozatlanságnak is, ami az ember boldogtalanságának és szenvedéseinek okai között számításba jöhet: az ember hajszolja az örömet, és nem veszi észre, hogy a boldogság, amit megtalálni vélt, kifolyik az ujjai között.
A szándékolt eredményesség megfordítása törvény bölcsessége úgy foglalható össze, hogy szinte kézzelfogható közelségbe hozza a realitás elvéhez való alkalmazkodás szükségességét az örömszerzés elvével szemben, mert csak ez az út vezet a befejezetlen teremtés befejezéséhez, a biológiai emberi organizáció valódi emberségéhez és a társadalmi és gazdasági cél-összeférhetőséget akceptáló fenntartatható társadalmi és gazdasági rend megvalósításához.
Ha azt mondom, hogy 1 és 1 = 2, vagy azt, hogy 1 mínusz 1 = 0, abban nincs semmi különös, mert állításom racionális, logikus. Ha azonban azt mondom, hogy 1 plusz 1 = 0, vagy azt, hogy 1 mínusz 1 = 2, akkor esetleg kiteszem magam annak, hogy épelméjűségemet kétségbe vonják. Az épelméjűség kétségbe vonásával felmerülhető veszély az, ami az embert visszatartja attól, hogy irracionális oldalára rádöbbenjen. Pedig tény, hogy mindaddig, amíg csak anyagról van szó, a racionalitás elve érvényes, ha azonban az anyag minőségi fokozatai elérik az érzelem és az akarat kifejlődésének szintjét, amikor az evolúció eléri az érzelmek és az akarat megjelenését, gyökeresen megváltozik a helyzet. Ezen a szinten és ettől a szinttől kezdve lehetővé válik, hogy az ember konzisztens alkalmazkodás és feldolgozás helyett gorombán szembeszálljon a természet determinációival, lehetővé válik, hogy agresszívan szembeforduljon a spontán gondolatokkal, érzelmekkel, motorikus és pszichikus folyamatokkal. A természet erre a viselkedésre úgymond „pofonokkal” válaszol, és elveszi az általa meghatározott törvényekkel való szembehelyezkedés eredményélményét.
Míg az anyag szintjén a racionalitás érvényes, azaz + + = 2 + és + – = 0, addig az evolúció jelzett szintjén ennek fordítottja, az irracionalitás érvényes: + + = 0 és + – = 2 +.
A racionalitás kézenfekvő, magyarázatra nem szorul, mert idevágó anyagi jellegű tapasztalataink érzékszerveinkkel jól követhetők és az anyagiság természetében rejlő logikával magyarázhatók. Ezek a legnagyobb természetességgel előttünk, körülöttünk történnek és nyilvánvalóak. Különben ez az oka annak, hogy a gazdasági racionalizmus a természetesség igényével ellenállás nélkül érvényesülhet. Viszont ha valami érthetetlenül „nem sikerül”, „félremegy”, „a visszájára fordul”, „visszaüt”, akkor már más a helyzet, mert az irracionális ok észlelésére érzékszerveink érzékenysége nem terjed ki. Ilyen esetekben racionális, könnyen érthető és könnyen feldolgozható magyarázatok sora áll rendelkezésünkre, amit racionalizálásnak nevezünk: könnyen önmagunkat vagy másokat okolunk, de az, hogy a természettel való szembehelyezkedés is közrejátszhat a sikertelenségben, rendszerint nem éri el a tudatunkat.
A racionális tapasztalok gyűjtése vélhetően a barlanglakó ember korában elkezdődött: már ott – a barlangban – tapasztalhatták, hogy egy meglazult sziklatömb alátámasztása eredménnyel jár, megszünteti a veszélyt. Képletesen: a veszélyhelyzet adott (+); az alátámasztás, az ellenhatás (-) a veszély megszűnését, semlegesítését (0) hozza magával. A racionális alapelv bizonyítása egyértelmű: + – = 0. Ez a racionális – logikus – viselkedés alapja, és ennek a viselkedésnek az eredményessége kondicionálta az embert arra, hogy racionálisan cselekedjék, s ha nem, akkor ezt racionalizálja, észszerűsítse, megmagyarázza. Az átállás az evolúció által felszínre hozott irracionális jelenlétének felismerésére és az ehhez való alkalmazkodásra nyilván olyan nehézségbe ütközött, hogy napjainkig kizárt minden konzisztens alkalmazkodást, és felerősítette az aeb-komplexum – az agresszió-egoizmus-birtoklás-komplexum – és az ezzel szorosan összefüggő örömszerzés elvének érvényességét, és erősen befolyásolta a gazdasági racionalizmus kizárólagos érvényesülésének jogosságába vetett hitet.
Az Istennek és sok minden másnak nevezett életre törő ősenergia különleges minősége – az Abszolútum, az Irracionális – és a szándékolt eredményesség megfordítása törvény között félreismerhetetlen összefüggések vannak. Ismert, hogy emberek gyakran abban a betegségben halnak meg, amitől eredetileg ok nélkül féltek. A mélylélektan ezt azzal magyarázza, hogy az ember vonzza a betegséget. A vonzás lényege a szándékolt eredményesség megfordítása törvény természetében keresendő. A lelki élet irracionális mechanizmusa a következőképpen hat: a félelem egy bizonyos betegségtől, egy tény (+), a tény ellen fellép az ember, nem akarja (-). Ami ellen fordul, az erősödik (2 +). A „Legyen meg a Te akaratod” viszont elveszi a szituáció élét: tudatos, hogy az ember egy bizonyos betegségben meghalhat (+). Az ember elfogadja a lehető elkerülhetetlent, alkalmazkodik a megváltoztathatatlanhoz (+), és a szervezet felhagy azzal, hogy állandó önfigyeléssel (hiperintenció, hiperreflexió) egy nem szándékozott irányba terelje magát (0): + + = 0
A szándékolt eredményesség megfordítása törvény mindenki számára tapasztalható irracionális hatását cáfolni értelmesen aligha lehet. A szándékolt eredményesség megfordítása törvény az Abszolútum és ennek emberi vetülete közötti rokonságot is bizonyítani látszik, mert nyilvánvaló, hogy az Abszolútum emberi vetülete az evolúció során felveszi eredetének leglényegesebb jellegzetességét, az irracionalitást.
Addig rendben vannak a dolgok, amíg a tudományos gondolkodás azt követeli, hogy a tudomány maradjon a racionális/horizontális dimenzió szintjén. Frankl a redukcionalizmus követőinek nem is azt rója fel, hogy munkásságukat a horizontális dimenzióra szűkítik, hanem azt, hogy a vertikális dimenzió létezésének ignorálásán vagy/és tagadásán keresztül kizárják a személyiségképzésből, a nevelésből és oktatásból az anyagiasság fölé, a transzcendentális dimenzióba való felemelkedés lehetőségét. A téma szempontjából fontos, hogy a gazdasági racionalizmus egyoldalú anyagi szemlélete nagymértékben hozzájárul a vertikális dimenzió társadalmi szintű ignorálásához, annak ellenére, hogy a vertikális dimenzió az eddig elmondottakon túlmenően számos olyan jelenségben is megnyilvánul, amely létünkkel összefonódik.

### Az Irracionális jelenléte a hétköznapokban
Lenz professzor – a Linz-i Barmherzige Brüder Kórház pszichiátriai osztályának főorvosa írja, hogy az irracionális jelentősége minden ember életében nagy jelentőségű, és már az állatvilágban megjelenik. „Egynéhány fenntartásokkal talán mondhatjuk, hogy a horizontális és vertikális dimenzió már az állat szintjén elválik egymástól. Gondolok itt az állatok társas viselkedésére és tanulási képességeire a horizontális dimenzióban és az állatok ösztönszerű megérzésére és viselkedésére a vertikális dimenzióban.” Továbbá: „A mi korszakunkban, amelyben a természettudományok, a technika és szociológia a társadalmat totálisan irányítani tűnnek, egy másik dimenzió is létezik... A következőkben nyilvánvalóvá válik, hogy az irracionális minden ember életében nagy jelentőségű, éppen úgy, mint a művészetben, tudományban és vallásban... Ezt a világot, az irracionalitások világát nem lehet fogalmakkal, hanem csak szimbólumokkal kifejezni. Itt nem érvényes a logika törvénye és nem a kauzalitások sorozata, hanem csak a képzelet, ami az igen és nem egybeolvadását teszi lehetővé... Nietzsche a fogalomvilág megszűnéséről, Kubin a céltalanság állapotáról és Mozart az egyidejűségről, az idő felfüggesztéséről beszél.” Az irracionálist nem kell és nem is lehet megmagyarázni. Ilyenek például az olyan állapotok, amelyekre a következő mondatok jellegzetesek: „szerelmes vagyok” – mondja az ember, de ezt kifejezi úgy is, hogy „belebolondultam”. „Tárgyilagos, logikus meggondolások relatív csekély szerepet játszanak szerelmesek kapcsolatában..., szavakkal ki nem fejezhető kötődés uralja kapcsolatukat, amely az irracionális dimenzióhoz tartozik... A szerelmes állapot többnyire testi-lelki egybefonódás eksztázisához vezet. A párok feloldódnak egymásban, az idő megáll, a horizontális dimenzió jelentősége elvész... Vallásos örömteliség szexuális karaktert is fölvehet, és a szeretett személy idealizálása megközelíti a megváltó szinonim jelentését... Inspiráció és intuíció olyan jelenségek, amelyek az individuum oldaláról nem kormányozhatók...” A szeretet és az intuíció is irracionális: „A mély szeretet néma... Intuíció nem egyéb, mint hozzáférhetőség olyan felismerésekhez, amelyek logikus gondolkodással nem hozzáférhetőek... Az inspirációt, azaz sugalmazást, ihletet, nem lehet levezetni, tehát irracionálisak” A Nobel-díjas „Konrad Lorenz úgy érzékeli, hogy minden lényeges teljesítmény jelentős mértékben a nemtudatosból tör fel. Azt mondja, hogy ő sokszor megérzi, ha egy új gondolat feltörőben van, de még nem tudja megfogalmazni... Abderhalden Emil 1924-ben elkezdett egy négykötetes fiziológiával foglalkozó könyvet írni – intuíció alapján. Két évig dolgozott rajta és az volt az érzése, hogy a nemtudatosból jövő meglátásokat rögzít.” Jung leírása alapján „A felismerés Mayer Róbertot az energia fennmaradásának törvényével kapcsolatban egy hajó fedélzetén lepte meg, az ötlet kitöltötte az egész személyiségét, és úgy érezte, hogy gondolkodnia és cselekednie kell...” Vincent van Gogh ezt írta testvérének: „»Vannak pillanataim, amikor a lelkesedés az őrültségig vagy a prófétizmusig kerekedik fel bennem, amikor is úgy érzem magam, mint egy háromlábú görög orákulum (jóshely, mindentudó bölcs).«” Brahms úgy érezte, hogy a harmónia és a zenei összhang „direkt az Istentől jön. Egy létállapotban kell lennie ahhoz, hogy ilyen szinten – amit féltransznak nevez – alkotni tudjon. (A létállapot kifejezéssel kapcsolatban érdemes felhívni Erich Fromm könyvére Birtokolni vagy létezni címmel. Erich Fromm gazdaságpszichológiája Ez a szellemi állapot az omnipotencia élményének a része, és nagyon kell vigyáznia, hogy el ne veszítse az eszméletét... Nem kétséges, hogy éppen a muzsika, mint nem verbális kommunikációs eszköz, az emberhez pszichikusan szól, ezért a logikus fogalmak számára nem elérhető. Nem véletlen, hogy Kasmírban az őrültséget és az isteni inspirációt egy és ugyanazon szóval fejezik ki.”

### A személy és a személyiség, az énminőség és a társadalmi és gazdasági cél-összeférhetőség
A személyiség egy komplex, magát egységnek érzékelő pszichikus struktúra. Alkotóelemei az Én (az egyed ≈ a személy ≈ az ember ≈ az öntudat), a Freud által kiemelt legfontosabb hajtóerők az élet átmeneti felvillanását biztosítják, és az elmúlással gondoskodnak annak megújulásáról. Az elmúlásról a halál gondoskodik, a megújulásról és egyben a fajfenntartásról a szexualitás, az egyed fenntartásról pedig az éhség. Freud lelkiélet struktúrája fedi a gazdálkodás eredeti célját: Az Én önfenntartásról a belátás képessége mellett a hajtóerők gondoskodnak: A szexualitás és az utódok felnevelése, valamiféle otthon megteremtésére és elegendő táplálék megszerzésére munkára – gazdálkodásra – ösztökélnek. A gazdálkodásba a halál anyagi vonzatait is be kell kalkulálni. A halál anyagi vonzata nem csak a biológiai elmúlást jelenti, hanem minden destrukció és agresszió okozta károk ide sorolandók, amelyeket végül is a gazdaságnak kell – kellene – rendbe hozni.
Gazdálkodás alatt a szükséglet-kielégítésre rendelkezésre álló lehetőségek közül a leggyümölcsöztethetőbb alternatíva kiválasztását értjük. Hogy mi a leggyümölcsöztethetőbb, arról a társadalmi és gazdasági rend szociokulturális értékrendje dönt.
Az Es-ből fejlődött ki az Én (Ego), amelynek az Es-ből való kiválását a környezet veszélyei és kihívásai provokáltak ki. A Felettes-én (a Super-ego ≈ a lelkiismeret) az Én nem tudatos része, amelyben a kondicionált szociokulturális értékek a megengedett és tiltott viselkedések szigorú jelzőiként funkcionálnak az abszolút erkölccsel konform, vagy azzal szembe.
A külső vagy/és belső ingerekre a konzisztens döntést – a konzisztens választ – az Én-nek kell meghozni. Az énre óriási teher nehezedik. A döntésben az Én-nek figyelembe kell venni a külső/belső ingerek által ébresztet szükségletek kielégítését, a külvilág kényszereit, az öröklött erkölcsi gátlásokat, a Super-ego tilalmait és ösztönzéseit. Az Én minőségét az határozza meg, hogy milyen mértékben találja meg azt a konzisztens döntést, amely mind a saját mind a közösség érdekeit szolgálni képes. A pszichoanalitikus gazdaságpszichológia terminológiájával az Én minőségét az határozza meg, hogy az Én döntése milyen mértékben felel meg a társadalmi és gazdasági cél-összeférhetőségnek.
Az Es, az Én és a Felettes-én adja a freudi lelkiélet struktúráját, amelyben az Én minősége határozza meg a társadalmi és gazdasági cél-összeférhetőség mértékét, és végeredményben azt, hogy milyen társadalmi és gazdasági rendben élünk. Minden személyiségváltozás megváltoztatja a lelkiélet struktúrájában szereplő tényezők viszonyát, amelynek társadalmi és gazdasági következményei elkerülhetetlenek. Az Én gyengülése teret ad az Es felerősödésének és a már a dzsungel törvényeit maga mögött hagyó kultúraszintű gazdálkodásban egyre jobban visszatérnek és felerősödnek a dzsungel törvényei, a racionalizált – megmagyarázott – rablás számba menő gazdasági praktikák.

### Az Es, Az Én és az ősi bölcsességek hagyatékai
Az, hogy Freud tartózkodott az ősi hatóerők megnevezésétől, nagyon hasonlít az Ószövetségi Szentírás leírásaihoz, amikor is Isten tartózkodik önmaga konkrét névvel való megnevezésétől. Amellett, hogy az istenképet az Ószövetségben a haragos és bosszúálló, az Újszövetségben a szerető és gondoskodó személyesítés eleveníti meg, találhatók az Ószövetségben, a Talmudban és a taoizmusban utalások, amelyek az Isten semleges jellegére engednek következtetni – tehát arra, ami tudományosan is feltételezhető és Freud Es-fogalmával a lényeget illetően egybeesik. „Az Es se nem jó, se nem rossz. Az Es van.” Az Isten „sem” változik, az Isten is van.
Az Ószövetség leírása szerint Jákob eredménytelenül érdeklődött Isten mivolta iránt. Jákob önmagában való intuitív szóváltása során nem jutott el odáig, hogy az Isten irracionális abszolútumát megfogalmazhatta volna. Mózes az égő csipkebokor előtt lezajlott elmélkedése során – önmagával való inspirációs szóváltásában – sem talált szavakat az Isten megnevezésére, mint ahogy Freud sem érezte magát elhivatottnak azt megnevezni, ami egy racionálisan gondolkodó agy számára felfoghatatlan. Inkább hajlandó volt a Georg Groddecktől – aki Nietzsche példáját követte – a semleges műszót (Es) átvenni az Isten megnevezésére.
A taoizmus is tartózkodik az Istenség megnevezésétől. Lao-Ce a „Tao Te King” első pontjaként – tehát kiemelten – szögezi le: „Az út, ami kitaposható, nem a maradandó és változatlan Út. Az a név, ami megnevezhető, nem a maradandó és változatlan név.”  Később ismételten visszatér erre a témára és leszögezi: „A Tao, a változatlannak tartott, nem bír névvel.”
A meg nem nevezhető (meg nem határozható) ősenergia formafelvételét Lao-ce így írja le: „Tevékenysége szüntelen, mégsem nevezhető meg, ismételten visszatér, és semmivé válik. Ezt nevezzük a Forma nélküli Formájának, a Láthatatlan Látszatának. Ezt nevezik így: a Tünékeny és Meghatározhatatlan.” „A Tao rejtve van, nincs neve, de ügyesen részesít minden dolgot (abban, amire szükségük van), és teljessé teszi azokat.” Megdöbbentő a rokonság a relativitáselmélet azon tézisével, miszerint a dolgok (m = Masse = tömeg = anyag = dolog, összehasonlítható, relatív dolgok) mögött (a Tao szerint rejtve) az E, a semleges energia húzódik meg, mint minden dolog közös nevezője. A feszültség, az anyag létezésének alapja a taoizmusban nem egyéb, mint a Tao mozgása, amely már a relativitás szintjén az egymással összehasonlítható dolgok egymáshoz való viszonylagos elmozdulásain keresztül érvényesül: „A Tao mozgása – ellentmondások révén jut előre – és a Tao hatalmas tetteit – gyengeség fémjelzi.” Figyelemre méltó a gyengeségre való utalás is, ami a relativitás szintjén létező dolgok mulandóságát és a pszichoanalízis szempontjából azt jelezheti, hogy az Én, mint a Tao vetülete – a Tao formákban, dolgokban való mozgása révén – gyengébb, esendőbb, mint a Tao. Ebből kiindulva szövi tovább a gondolatmenetet: „Az ég alatt minden létező (és névvel bíró) belőle, a nem létezőből (a névvel nem bíróból) fakad.”
A Szentírás nyilván „két tűz közé szorult”: egyrészt kívánatos, hogy az Isten valahogy emberi legyen, hogy közel lehessen kerülni hozzá, vagy legalábbis a relativitásnak és racionalitásnak megfelelően el lehessen képzelni alatta valakit, hogy háromdimenziós legyen és az idő függvényében mutassa magát úgy, hogy felfoghatatlan lénye ne csorbuljon. Az Isten megközelíthetősége céljából az Ószövetség emberi külsővel ruházta fel az Istent, akivel akár birokra is lehetett kelni, és ami meglepő, az Isten annyira emberi, hogy le is lehet győzni. Ha ugyanis az ember tudja, hogy a birkózásban semmi esélye nincs, akkor meg se próbálkozik vele. Az Ószövetség fejezete Küzdelem az Istennel címmel világosan kifejezi, hogy az ember az emberi alakban megjelenő Istennel szemben nem esélytelen. Jákobbal az Isten ugyan egy egész éjszakán keresztül birkózott, mégsem tudta legyőzni őt, csupán Jákob csípője ficamodott ki a küzdelemben. De azért megáldotta Jákobot és felmagasztalta: „Ezentúl ne Jákobnak hívjanak, hanem Izraelnek, mivel Istennel szemben erősnek bizonyultál...”
Ennek ellenére Isten nem fedte fel kilétét, a nevét nem árulta el, pedig Jákob rákérdezett: „»Nyilvánítsd ki előttem nevedet!« Az (Isten) így válaszolt: »Miért kérdezed a nevemet?«” 
S ezzel vége a témának.
Mózes sem járt sikerrel az égő csipkebokor előtt, amikor kívánta, hogy Isten fedje fel kilétét. Mózes párbeszéde az Istennel – ami Jákob párbeszédére is vonatkozik – teljes mértékben megegyezik a szociálpszichológia legtágabb értelmezésével, amihez Garai is csatlakozik. Ez a lelki élet interkommunikatív jellegével függ össze. Tudományos szempontból ez vonatkozik – mert csak ez vonatkozhat – a Szentírás minden ilyen jellegű párbeszédére, ami vallásos érzelmeket semmi esetre sem sérthet, ha érvényesülni hagyjuk azt a vallásos tételt, hogy az Isten a saját képmására teremtette az embert és hogy az Isten Szentléleknek nevezett formában munkálkodik az emberben – vagy más módon. Valahogyan bizonyosan összefügg az ember az eredettel, és aligha érdemes elnevezéseken és mellékes dolgokon fennakadni.
„Mózes ezt mondta Istennek: »Ha megérkezem Izrael fiaihoz és így szólok hozzájuk: Atyáitok Istene küldött, akkor majd megkérdezik: mi a neve? – mit feleljek erre?« Isten ezt válaszolta: »én vagyok, aki vagyok«. Aztán folytatta: »Így beszélj Izrael fiaihoz: Aki van, az küldött engem hozzátok.«
Az Én vagyok, aki vagyok önmeghatározás a mélylélektan sarkalatos pontja, és mint ilyen a kollektív és egyéni érdekek összeegyeztethetőségének előfeltétele. Ez a mélylélektan egyik legfontosabb gazdaságpszichológiai jelentősége. Ugyanis csakis az én-minőség, az „Én vagyok, aki vagyok” egyre erősebb kifejlődése, az én-minőség javítása teheti az animális eredetű embert és az Es-szintű gazdálkodást etikai szempontból emberibbé.
Az ember önmeghatározása így hangzik: Én, bár nem vagyok maga az „Én vagyok, aki vagyok”, de az „Én vagyok, aki vagyok” bennem is érvényesül, mert Én is vagyok. Az „Én vagyok, aki vagyok” olyan mértékben érvényesül bennem, amilyen mértékben Én egyre inkább önmagam vagyok és egyre kevésbé Es; amilyen mértékben Én a relativitás szintjén szelíd vetülete leszek annak, ami az abszolút szintjén az „Én vagyok, aki vagyok”.
Az „Én vagyok, aki vagyok” és az „Én vagyok” tökéletes azonosságát az abszolútum és a relatívum közti szakadék teszi lehetetlenné, de érvényes lehet, hogy az „Én vagyok, aki vagyok” és az „Én vagyok” a legkisebb oszthatatlan időegységben azonosak. Ez az időegység a Nulla, a semlegesség, amit semminek tekintünk, amiben a feszültség – a forma kialakulásának előfeltételei VANNAK. A Nulla tehát semleges és mégsem az, a Nulla irracionális, de benne van a lényeg, a kezdet és a vég és mindaz, ami közte lehetséges, a formák és az idő – a relativitás –, és ezen a szinten mindaz, ami volt, lesz és van. És mennél erősebben hiszi az Én, hogy VAN, annál kevésbé van ráutalva arra, hogy birtokoljon, hogy gyenge énjét, gyenge létét agresszív fellépéssel, feltűnési viszketegséggel és anyagi javakra való támaszkodással és fitogtatásával fokozott pozitívönkép-szükségletének kielégítése céljából bizonygassa. Egy lényeges gazdaságpszichológiai aspektus tárul itt elénk
A babilóniai Talmud Jakob Frommer fordításában németre, az „Én vagyok, aki vagyok” helyett az eredeti szöveget hozza: „Eheje ascher eheje” (Eheje aser eheje), amit az „Én vagyok, aki vagyok” helyett úgy fordít le, hogy „Én leszek, aki leszek.” A kérdés mi/ki lesz miből? Freud ezt úgy fogalmazta meg, hogy „Ahol Es volt, ott énnek kell képződnie. Ez kulturális feladat, mint a Zuider tó kiszárítása.”
Az Én, ami az Es-ből fejlődik ki, a pszichológia, a gazdaságpszichológia és egyáltalán a társadalom- és gazdaságtudományok központi fogalmának kellene lenni, mert az Én fejlődése (az én-erő, az öntudat, az önbizonyosság) nemcsak az individuum pszichikumának és testi egészségének, hanem a társadalom és gazdaság egészségének és konzisztens működésének is előfeltétele. Egészséges egyedek alkotják az egészséges társadalmat, és egészséges társadalom egészséges egyedeket nevel. Egy egészséges társadalomban az emberek egészségesen – etikusan – gazdálkodnak, felelősséggel, önmagukkal és másokkal szemben. A fényűző luxus és a leírhatatlan nyomor szembenállása – a társadalmi és gazdasági cél-összeférhetőség kicsúfolása – nem engedi meg, hogy egészséges társadalomról és gazdaságról beszéljünk.
Az Én minőségének jelentőségét szavakban kifejezni aligha lehet. Mondhatjuk, hogy minden esendőség és gonoszság éngyengeségből ered.

### Jégszekrényeffektus, aeb-komplexum, gazdaság és az új ember
A fejlettebb agystruktúrákat az alacsonyabb evolúciós-szintű primitívebb agystruktúrák befolyásolják. Ezt érti Menyhay jégszekrényeffektus alatt. A legősibb és legprimitívebb zsigeri agy a gondolkodást és az érzelmeket – és ezen keresztül a gazdálkodást is – befolyásoló szerepe arra vezethető vissza, hogy a nagy – az érző – agy a hajtóerőket hordozó zsigeri agyra épül fel és erre – a nagy agyra – a neokortex (cortex cerebri) – a gondolkodó agy, az agykéreg, az úgynevezett szürkeállomány. Mivel az egyes rétegek között nincs éles határ, az agyrétegek impulzusai befolyásolják egymás működését. Ezt a jelenséget jégszekrényeffektusnak nevezi és így magyarázza: Ha egy áporodott szagú jégszekrénybe egy csomagolatlan élelmiszert teszünk, akkor ez átveszi az áporodott szagot, hasonlóan, mint az érző és a gondolkodó agy a zsigeri agy primitív impulzusait. A zsigeri agyba programozott aeb-komplexum így jut el az érző és a gondolkodó agy struktúráiba és befolyásolja az érzelmeket és a gondolkodást, a nélkül, hogy ez észre vehető lenne.
Menyhay az aeb-komplexum és a jégszekrényeffektus összefonódását döntő jelentőségűnek tartja a homo sapiens személyiségalakulásával kapcsolatban, mert máskülönben olykor az állatok kegyetlenségét megszégyenítő viselkedésére és a társadalmi és gazdasági cél-összeférhetőség érzéketlen lábbal tiprására nem lehetne magyarázatot találni. A világ leggazdagabb családjai és a nyomortanyák közötti különbséget nem lehet szavakkal ecsetelni. Nem az egyenlősdisség hirdetéséről van itt szó, mert a társadalmi differenciálódást nem lehet kiküszöbölni, s ha lehetne, se lenne az eredmény pozitív, mert a differenciálódásban rögzült társadalmi szerep és státusz biztosítja az ember fix helyét a társadalomban és ez adja meg azt a szociális érzelmi védettséget, amely egy egészséges Én, egy egészséges öntudat alapfeltétele. A differenciálódás csak akkor káros – életellenes – ha nem párosul integrációval, ami az előbb említett szociális érzelmi védettséget és az én-erő energia-kibontakozási lehetőségét biztosítja.
A gazdálkodás szempontjából az aeb-komplexum önmagában is „tragikus” tendenciákat hordoz, amelyek nélkül azonban nincs se élet se gazdálkodás: Az agresszió a vállalkozás – a cselekvés, a rámenősség – az egoizmus a profitigény, a birtoklás pedig az invesztíció hajtóereje. Következtetés: Az ember gazdálkodását még napjainkban is a legősibb primitív agystruktúrák – a zsigeri agy – impulzusai befolyásolják a gondolkodásmódon és az érzelmeken keresztül, ezért nem okos dolog a gazdálkodást ráadásként ideológiailag is kizárólag a zsigeri agy által vezérelt piaci mechanizmusokra bízni. A zsigeri agyban rejlő aeb-komplexum befolyásolja az érzelmeket, a gondolkodást és egyben a gazdálkodás jellegét. Ennek áttörésére egy új embertípusra van szükség, amelyet sem a vallások, sem a jó szándékú politikai nyilatkozatok nem voltak képesek eddig kielégítő módon befolyásolni. „Az, hogy kollektívák önmaguk stabilizálása során más kollektívákkal kerülnek szembe, az emberi társas élet mély tragédiája, amellyel szemben a krisztusi útmutatás: »Szeresd felebarátodat, mint önmagadat!« majdhogynem teljesen hatástalan maradt.” Úgy néz ki, hogy az aeb-komplexum a kereszténység új embertípusából emléketetőnek csupán a katolikus Új Ember című lapot hagyta meg, és a többlet elveszett a zsigeri agy tekervényeiben. Ugyanez a helyzet a kommunista új ember tervezett megszületésével kapcsolatban is. Ez a fantázialény a legjobb tudása és képessége szerint dolgozott, és az elképzelés szerint a termelt javakból csak annyit vett igénybe, amennyire életfenntartása céljából szükséges. Ennek a kommunista új típusú embernek az eszméje a kommunizmus áldozatinak tömegsírjaiban enyészik. Úgy látszik, hogy a szeretet és a testvériség elvének a megvalósítása és az ezzel járó alapvető gazdasági és társadalmi átalakulások új módszereket követelnek, mert az aeb-komplexum által vezérelt ember az aeb-komplexum kényszereinek hatása alatt nem képes kitörni animális evolúciós múltjának fogságából. Nyilván ez az oka annak is, hogy az elmúlt évtizedekben nemzeti mozgalmak és államok sora jött létre. Úgy látszik, hogy a gazdasági indíttatású globalizáció alapvető társadalmi mechanizmusokkal, a pszichikus higiéniával és az aeb-komplexum követelményeivel került ellentétbe.
Hosszú volt az út, az őskor és a modern rabszolgaság kegyetlenségeitől napjainkig, az egészségügyi és öregkori ellátásig – már ahol ilyen van, de a megtett út rövid ahhoz képest, amilyen távot még be kell járnunk ahhoz, hogy a genetikai fejlődés – az evolúció – lehetőségeit saját erőfeszítéseinkkel megtoldva meg tudjuk közelíteni. Ez a szint – ez az etikai színvonal – ha nem is lehet az aeb-komplexumtól teljesen mentes, de legalább a goromba társadalmi és gazdasági cél-összeférhetetlenséget ki tudná küszöbölni. Aeb-komplexum-mentes élet nem létezhet, mert az aeb-komplexum az élet ereje. A gazdaság nem működhet az aeb-komplexum nélkül. Ha az aeb-komplexumot elnyomjuk – mert megszüntetni nem lehet – akkor oda jutunk, ahová a Szovjet Birodalom, ha meg szabadjára engedjük, akkor oda, ahová a neoliberális ideológia világot juttatta.
Az idő sürget. Erich Fromm az emberiség fizikai megsemmisítésének a lehetőségét látja abban a kulturális környezetben, amelyet ma az emberiség modernnek gondolt része zúdít a világra: „Helyesen élni többé nemcsak etikai vagy vallásos parancsteljesítést jelent. A történelemben először függ az emberiség fizikai túlélése az egyén gyökeres lelki megváltozásától” Ez azonban „csak olyan mértékben lehetséges, amennyiben olyan drasztikus gazdasági és társadalmi változások lépnek fel, melyek megadják az esélyt a változásra, valamint a változás eléréséhez szükséges bátorságot és képzelőerőt is.” Erich Fromm gazdaságpszichológiájaFromm véleményével nincs egyedül: Konrad Lorenz egy neurotikus tömegőrületről ír, „amely az emberiség megsemmisítését fenyegeti”. Más helyen felteszi a kérdést, hogy vajon „mit lehet a súlyos veszélyeknek kitett emberiség érdekében tenni, hogy a pusztulását el lehessen kerülni” John Maynard Keynes ezt írja: „Az állam funkcióinak az a megnövekedése, amelyet a fogyasztási hajlandóságnak és a beruházás indítékainak összehangolása megkövetel, az individualizmusba való szörnyű beavatkozásnak tűnhet egy tizenkilencedik századbeli újságíró vagy egy amerikai pénzember szemében. Én azonban védelmezem, egyrészt ez az egyetlen járható mód arra, hogy elkerüljük a meglévő gazdasági formák mindenestül való megsemmisítését és másrészt, mert ez az előfeltétele az egyéni kezdeményezés eredményes érvényesülésének.” Menyhay szerint mindenekelőtt Soros Györgynek tudnia kell, hogyan állnak a dolgok az emberiség jövőjével kapcsolatban, ha nem történik gyökeres társadalmi és gazdasági változás a közeljövőben. Soros ezt írja: „Én, aki nemzetközi pénzpiacokon szereztem vagyonomat, ma attól félek, hogy a szabad versenyes kapitalizmus korlátlan terjedése és a piaci értékek behatolása az élet valamennyi szférájába nyitott és demokratikus társadalmunk jövőjét fenyegeti”. Kray István, leszögezi, hogy „a társadalom stabilitása nem lesz visszaállítható, amíg az emberiség nem fog kiépíteni tudatosan egy olyan új társadalmi rendet, amely nem ideológiákra támaszkodik, hanem a tudományos humanizmus kísérletileg igazolható megállapításaira.”
Tudjuk, hogy az embert a génstruktúrája és az aeb-komplexum gúzsba köti és visszahúzza az állati eredet színvonala felé. Tudjuk, hogy az ember egy relatívan értelmes lény, és korlátozott szabad akarattal is rendelkezik. Tudjuk, hogy a véleményegyezőség, a konszenzus, törvény erejével hat, és hogy kevésbé az anyagi valóság határozza meg az ember cselekedeteit, hanem a társadalmi valóság, az, amiről az emberek véleménye egyezik, amiről az a konszenzus alakul ki, hogy az a helyes és az a jó. A tragédia ott kezdődik, hogy a konszenzusképzésbe az aeb-komplexum erősen beleszól, különösen akkor, ha egy államvallás (ideológia) az aeb-komplexum befolyása alatt áll.
Amit az emberek reálisnak tartanak, annak reális következményei vannak. Elég, ha az a vélemény alakul ki, hogy vannak felsőbb és alsóbbrendű emberek, és máris beindul egy halált hozó gépezet az alsóbb rendűek kiirtása érdekében. Elég, ha egy olyan ideológia hatalmasodik el, amely kimondja, az értékes ember az, aki vagyonokat képes harácsolni, és a társadalmi és gazdasági cél-összeférhetőség máris ellehetetlenül. Az egyik oldalon mesébe illő vagyonok halmozódnak fel, amelyeket munkával nem lehet megkeresni, a másik oldalon pedig létre jön a munkanélküliség, a nyomortanyák világa. Nyilvánvalóan embertelen kölcsönzési praktikák láthatnak napvilágot, amelyekről előre látni lehet, hogy széles tömegeket fognak hajléktalanná tenni és a nyomorba taszítani, de nincs ellenszer, mert a magántulajdon szentsége akkor is érvényes, ha ravasz praktikák segítik elő a vagyonszerzést mások kárára. „A fényűzés mindig arányban van a vagyonok egyenlőtlenségével. Ha valamely államban a vagyonok egyenlőn oszlanak meg, fényűzés egyáltalán nincs, mert ez csupán az élet olyan kellemességein alapul, amelyeket az ember mások munkája árán szerez meg.”
A kitörés a társadalmi és gazdasági kátyúból az előbbiekben az emberről felsorolt ismereteink alapján lehetséges. Kísérletileg igazolt, hogy tanulással, kondicionálással meg lehet változtatni az agy működését és ebben egy új embertípus születésének a lehetősége is benne van. De ez lehetőség parlagon hever, sőt, a reklámok és az ember etikai felemelkedését gorombán aláásó „kultúratermékek” pontosan az ellenkező irányba kondicionálják az embert, mint ahogy erre szükség lenne az aeb-komplexum kézben tartása érdekében.
Lindley és Moyer kísérleti eredményeiből kitűnik: „Az ember kondicionálhatósága általánosan öröklött képesség, ami alvás közben éppen úgy érvényesül, mint éberen, miközben az a személy, aki kondicionálódik, tudomást sem szerez arról, hogy mi történik vele. Kondicionált reakciók akkor is fellépnek, ha a kísérleti személy tudja, hogy ezek nem indokoltak. Kísérleti személyek, akik arra voltak kondicionálva, hogy ujjukat egy akusztikus jelre, ami egy elektromos áramütéssel együttesen jelent meg, felemeljék, felemelték ujjukat csupán a fényjelre elektromos áramütés kimaradása után is, még akkor is, ha megparancsolták, hogy ezt ne tegyék.”
Jasper és Shagass kísérleti eredményei a következőket mutatják: „Egy az agykéreg vizuális zónájával összekötött elektród nem érzékel semmiféle hatást egy akusztikus jelre. Egy klasszikus kondicionálás után, amely során a hang egy fényjellel asszociálódott, képes volt a hang egyedül azt az EEG-reakciót az agykéreg vizuális zónájában előidézni, amit azelőtt csak a fényjel tudott.” 
Mint látjuk, kondicionált viselkedési minták megváltoztatják az agyműködést, ezért képesek lennének egy új embert, egy új keresztény vagy szocialista embertípust is létrehozni, amelyre a kereszténység két évezreden és a szovjetkommunizmus hét évtizeden keresztül hiába várt, és egy hasonló olyant is, amelynek szociális érzékenysége és akarata a piac mechanizmusa által megtestesített egyéni érdek egyoldalú érvényesülését mérsékelni lenne képes. Olyan társadalomban azonban, ahol a profitszerzésre beállított ellenőrizetlen reklámok és különösen a kereskedelmi televíziók ostoba súlyozott képzettársítási ajánlatai az egyéni érdeket, az örömelv követését kondicionálják, és ez ellen krónikus pénzhiány következtében vagy más okokból kifolyólag hathatósan és tartósan nem léphet fel senki, az új ember megszületése kizárt. Nézzük meg, hogy milyen képzettársítási ajánlatokkal manipulálják az embereket az aeb-komplexum még nagyobb mértékű érvényesülése felé. Kezdjük ezt annak bemutatásával, hogyan szuggerálják a butácskának ábrázolt háziasszonyoknak a mosópor-multik, hogy az ő termékük az ideális.
„Két doboz mosópor van az asztalon. Az egyik egy márkás mosópor, a másik egy felirat nélküli dobozban, ami kétszer olyan nagy, mint a márkás mosópor doboza. Egy háziasszonyt megkérdeznek: melyiket válassza? A háziasszony gondolkodás nélkül, mosolyogva a márkás mosópor után nyúl és határozottan azt mondja, hogy ezt! Mert ez jobb!” A gazdaságpszichológia klasszikus példáját láthatjuk magunk előtt, ami bemutatja, hogyan lehet embereket pszichológia ismeretek birtokában gazdasági célzattal manipulálni.
Amit egy mosóporreklámmal el lehet érni, azt elvben meg lehet mindennel tenni – pozitív irányba is. Íme, egy példa. Egy helyiség egyik felében karosszékben egy vonzó, fiatal „szexi” nő ül egy aranyos kislánnyal az ölében. Napfény öleli át őket az ablakon keresztül. Az asztalon virág. A helyiség másik árnyékos szürke felében egy fekete lepellel leborított halálfejes koporsón akárminek a szimbóluma lehet, amitől óvni érdemes: vakember katonaruhában, cigaretta, alkohol, kábítószer, vagy akár egy üvöltöző festett hajú ideál képe. Arra a kérdésre, hogy melyiket választja, a fiatalember kinyújtja a karját a vonzó hölgy és a gyermek felé, hozzájuk szalad és átöleli őket. És máris valamivel jobb lett a világ.
A következő televíziós reklám Ausztriában látott napvilágot: „Egy négykerék-meghajtású, kétszáz lóerős terepjáró száguld a sivatagon át. A rohanó kolosszus homokot felkavarva egy kondenzcsíkhoz hasonló porfelhőt hagy maga után, s közben hallani a benne ülő férfi monológját. Azt mondja, hogy mindig mindenki akart tőle valamit, az anyját is beleértve. De a leglényegesebb, hogy a felesége is kívánt tőle valamit, mégpedig, hogy maradjon vele és a családjával. Erre a száguldó mély, férfias basszusával leszögezi: »De én a szabadságot választottam!«. Értsd, egy olyan járművet vásárolt, amelynek felesleges lóerőit utakon nem tudja kihasználni. Egy olyan autót vásárolt, amelybe a nyersanyagok egyre szűkösebb voltára való tekintettel pazarlásszámba menő mennyiségű nyersanyagot dolgoztak be, amely feleslegesen eszi a benzint, és feleslegesen szennyezi a környezetet, ha mással nem, azzal biztos, hogy elhasználódása után gondot okoz a roncs további sorsa.
Milyen asszociációs ajánlatokat nyújt a gyártó cég a televízió segítségével?
• A családot cserbenhagyni férfiasságot és szabadságot jelent.
• A szabadság elérhető, ha a szabadságszerető férfi a gyártó cég autóját vásárolja és azzal »lelép«.
• Igénykeltés a néző anyagi helyzetére való tekintet nélkül. Pazarolj nyersanyagot és energiát!”
„Az állam egyik legfontosabb feladata lenne, hogy pozitív asszociációs ajánlatról gondoskodjon, még akkor is, ha a liberális felfogás szerint ebben az esetben manipulációról van szó. Érdekes, hogy a manipuláció vádja nem merül fel akkor, ha a legostobább reklámok az emberi magatartást a legsúlyosabb inkonzisztens magatartások felé terelik. Érdemes ezzel kapcsolatban David C. Korten professzort idézni: vannak nagyvállalatok, amelyek »azt javasolják, hogy az állami iskolákat profit alapon működtessék. Megdöbbentő és ijesztő az a lehetőség, hogy azzal lehet nyereségre szert tenni, ha a marketing az iskolát az új tömegkommunikációs eszközök egyik részpiacává teszi és ezt vállalati image-építésre, a fiatal és fogékony agyakra irányuló ideológiai agymosás számára használja ki.«” Hasonló ajánlat érkezett a kilencvenes évek elején a Coca-Cola cégtől, amely karácsony előtt a lánchíd kivilágításával kívánta reklámozni termékét.

## Összefoglalás
Menyhay Imre gazdaságpszichológiai koncepetusát 2004-ben az Akadémiai Kiadónál megjelent Homo oeconomikus és a befejezetlen teremtés – Az analitikus gazdaságpszichológia alapvetése és alkalmazása című könyvében 550 oldalon keresztül foglalja össze. Arra az ellenvetésre, hogy a Freud által megfogalmazott lelki élet struktúrája és szisztémája empirikusan nem bizonyítható, azzal reagál, hogy
1. a pszichoterápia gyakorlati eredményei jogosan arra engednek következtetni, hogy a teória, amely alapján a pszichoterápia eredményeit eléri, helyesek, bár Freud soha nem állította, hogy tévedhetetlen. Freud leszögezi, hogy az igazság felfedése „ismereteink jelenlegi állása szerint csak esetenként sikerülhet.”
2. Az analitikus gazdaságpszichológia nem kizárólagosan Freud teóriájára támaszkodik. Elismert nagy tekintélyű tudósok más tudományterületről is helyet kapnak az elemzésben, mint például Pawlow, Adler, Jung, Frankl, Hofstätter, Einstein, Fromm Erich usw.
3. Menyhay nyilván látta interdiszciplináris szemléletének nehézségeit azon túlmenően, hogy az empirikus kutatás elterjedésével és fetisizálásával párhuzamosan Freud népszerűsítésének a folyamata leállt. Látni kellett neki azt is, hogy elmefuttatásának megértéséhez több tudományos diszciplínában jártasnak kell lenni, másként nem tartotta volna szükségesnek könyvének lektorálását szokatlan alapossággal négy különböző tudományterületről érkezett tudósokra bízni. (Dr. Baranyi Károly matematikus, fizikus, dr. Blümel Ferenc pszichiáter, kiképző csoport analitikus és pszichoanalitikusan orientált pszichoterapeuta, szupervizor, egészségügyi menedzser, osztályvezető főorvos, Dr. Kovács Attila rendszer-analitikus közgazdász, tanszékvezető egyetemi docens, és Dr. Szentmihályi Károly pszichológus, egyetemi tanár.)
Menyhay Imre nyolcvanéves születésnapi köszöntője alkalmából a Nyugat-Magyarországi Egyetem Közgazdaságtudományi Karán tartott ünnepi előadásának a címe: Az emberi jóság mikrofizikai, anatómiai, fiziológiai, pszichológiai és szociológiai háttere és gazdasági jelentősége, amely nem csupán szemléletének széles körű interdiszciplináris jellégét tükrözi, hanem egyben életmű-összefoglalónak is tekinthető, amely pszichoanalitikus gazdaságpszichológiai gondolkodásmódját tömören tükrözi.
Az előadás szövege a Valóság folyóirat 2011/12. számában A humánum válsága a jó és a rossz között. Olyanok lesztek, mint az istenek, akik ismerik a jót és rosszat címmel jelent meg.